# Stanisław Kęsik
Stanisław Kęsik (ur. 11 maja 1958 w Ciechanowie, zm. 12 maja 2021 tamże) – polski poeta, działacz społeczny, polityk i samorządowiec.
W latach 2000–2010 dyrektor Centrum Kultury i Sztuki w Ciechanowie. W latach 2018–2021 wicestarosta powiatu ciechanowskiego.

## Życiorys
Dzieciństwo spędził w rodzinnej wsi, Ościsłowie, gdzie uczęszczał do szkoły podstawowej. Następnie ukończył Technikum Mechaniczne w Ursusie. Absolwent Wydziału Prawa i Administracji Uniwersytetu Warszawskiego oraz Podyplomowego Studium Zarządzania Kulturą i Oświatą. Pracował w ciechanowskim Transbudzie, Jednostce Wojskowej, Urzędzie Wojewódzkim, Wojewódzkim Inspektoracie Ochrony Środowiska, od 1 grudnia 2000 do 1 grudnia 2010 był dyrektorem Centrum Kultury i Sztuki w Ciechanowie. Następnie pracował w DPS „Kombatant” w Ciechanowie. Od 21 listopada 2018 pełnił funkcję wicestarosty powiatu ciechanowskiego.
W latach 1986–2000 był prezesem Klubu Pracy Twórczej w Ciechanowie, skarbnikiem Zarządu Ciechanowskiego Oddziału Związku Literatów Polskich, a następnie skarbnikiem Związku Literatów na Mazowszu (2009–2018). Członek wielu stowarzyszeń m.in. Academia Europaea Sarbieviana, Stowarzyszenia Akademia Kultury oraz Ludowego Zespołu Artystycznego „Ciechanów” (tancerz). Od 17 lutego 2018 był przewodniczącym Ciechanowskiego Bezpartyjnego Ugrupowania Wyborczego.
W latach 2002–2010 był radnym miasta Ciechanowa, członkiem Komisji Rozwoju Gospodarczego i Budżetu oraz Komisji Kultury, Oświaty i Sportu. W 2010 roku został radnym powiatu ciechanowskiego.
Zmarł nagle, w wieku 63 lat.

## Twórczość
Jako poeta wydał pięć tomików wierszy. był redaktorem i współautorem kilkunastu książek – almanachów poetyckich i opracowań literackich. Jego wiersze tłumaczone były na język angielski, litewski, ukraiński, węgierski i wietnamski. Wielokrotnie nagradzany, m.in. w 1993 otrzymał nagrodę Polcul ufundowaną przez fundację popierania niezależnej kultury polskiej z siedzibą w Sydney.

### Tomy poetyckie
- Schody (1986)
- Witraże (1991)
- Pod stopami tęczy (1994)
- Wysokie trawy (2001)
- Na progu (2014)[3]